# Маріус Ліндвік
Маріус Ліндвік (27 червня 1998 , Frognerd, Акерсгус ) - норвезький стрибун з трампліна, переможець етапу Кубка світу в сезоні 2019-2020. Член збірної Норвегії з лижних видів спорту. Учасник Чемпіонату світу 2021.

## Спортивна кар'єра
5 грудня 2015 року Ліндвік дебютував на етапі Кубка світу.
На зимових юнацьких Олімпійських іграх 2016 року у Ліллегаммері Ліндвік виборов срібну медаль у особистих змаганнях. У складі збірної він посів 6-те місце. У змішаному командному турнірі він теж здобув срібну нагороду.
Сезон 2019-2020 Маріус розпочав з успішного виступу на трампліні в Клінгенталі, де вперше зійшов на п'єдестал пошани в особистих змаганнях. Через кілька тижнів під час Турне чотирьох трамплінів на етапі в Гарміш-Партенкірхені він уперше переміг на етапі Кубка світу. 

## Олімпійські ігри
| Рік  | Місце        | НТ | ВТ | Командні змагання ВТ | Змішана команда |
| ---- | ------------ | -- | -- | -------------------- | --------------- |
| 2022 | Пекін, Китай | 7  | 1  |                      | 8               |

## Результати в Кубку світу
Усі результати наведено за даними Міжнародної федерації лижного спорту.

### Підсумкові місця в Кубку світу за роками
| Сезон     |         |    |    | Місця в Турі | Місця в Турі | Місця в Турі | Місця в Турі |
| Сезон     | Загалом | 4Т | ПЛ | RA           | В6           | Т5           | П7           |
| --------- | ------- | -- | -- | ------------ | ------------ | ------------ | ------------ |
| 2015—2016 | —       | —  | —  | N/A          | N/A          | N/A          | N/A          |
| 2016—2017 | —       | —  | —  | —            | N/A          | N/A          | N/A          |
| 2017—2018 | 41      | —  | —  | 30           | —            | N/A          | 35           |
| 2018—2019 | 44      | —  | 39 | 23           | 38           | N/A          | 40           |
| 2019—2020 | 7       | 2  | 11 | 3            | 3            | 12           | N/A          |
| 2020—2021 | 10      | 36 | —  | Скас.        | 7            | N/A          | 35           |

### Особисті перемоги
| № | Сезон     | Дата          | Місце пров.         | Трамплін                                    | Розмір |
| - | --------- | ------------- | ------------------- | ------------------------------------------- | ------ |
| 1 | 2019—2020 | 1 січня 2020  | Гарміш-Партенкірхен | Великий Олімпійський трамплін HS142         | ВТ     |
| 2 | 2019—2020 | 4 січня 2020  | Інсбрук             | Бергізель HS130                             | ВТ     |
| 3 | 2020—2021 | 17 січня 2021 | Закопане            | Велика Кроква HS140 (вечір)                 | ВТ     |
| 4 | 2021—2022 | 8 січня 2022  | Бішофсгофен         | Трамплін Пауля Ауссерляйтнера HS140 (вечір) | ВТ     |